# Earl Hines
Earl Hines (Duquesne, 28 dicembre 1903 – Oakland, 22 aprile 1983) è stato un pianista jazz statunitense, uno dei più grandi della storia del jazz. Assieme a James P. Johnson, Willie The Lion Smith, Luckey Roberts mise a punto un nuovo stile pianistico  poi chimato stride. Fu uno dei più importanti virtuosi del jazz .

## Biografia
Earl Hines nacque a Duquesne, all'epoca un sobborgo di Pittsburgh che solo nel 1918 iniziò a godere di autonomia amministrativa. Il padre suonava la cornetta e guidava una propria brass band, mentre la matrigna suonava l'organo in chiesa. Attratto inizialmente dallo strumento paterno, decise poi di cimentarsi al pianoforte, e il suo evidente talento naturale spinse ben presto i suoi insegnanti a indirizzarlo verso una carriera di concertista classico. A 17 anni entrò nel gruppo che accompagnava il cantante Lois Deppe, un baritono di impostazione classica che si esibiva anche in un repertorio di brani leggeri e popolari. 
Nel 1925 Earl Hines si trasferì a Chicago, inserendosi rapidamente nella scena jazzistica cittadina e iniziando a collaborare, dapprima saltuariamente, poi in maniera continuativa, con Louis Armstrong. 
Nel 1927, Louis Armstrong rilevò la titolarità dell'orchestra di Carroll Dickerson, della quale lui e Hines erano membri, e la affidò alla direzione musicale del pianista. 
Nel 1928 Hines prese il posto di Lil Hardin, pianista e moglie di Armstrong, negli Hot Five del trombettista, dando l'avvio a una serie di incisioni discografiche gran parte delle quali rappresentano pietre miliari nella storia del jazz.
Fatha (il soprannome, che in slang significa "padre", gli venne dato dal presentatore di una trasmissione radiofonica a cui lo stesso pianista, prima di entrare in scena, aveva fatto una paternale raccomandazione sui troppi alcolici che aveva ingurgitato), così veniva chiamato da musicisti e critici, fu un innovatore nel pieno senso della parola: affrancò il linguaggio pianistico dalle sabbie mobili del ragtime "liberando" letteralmente la mano sinistra dalla rigida funzione nota/accordo (un-pa) che così acquistava dignità di voce potendo spaziare di più in termini di melodia e accompagnamento accordale.
Fu attraverso un'incredibile capacità improvvisativa mai divagante, architettonicamente sorvegliata sebbene spessissimo imprevedibile, che dettò le regole di un nuovo stile, il trumpet-style, che prevedeva alla mano destra una costruzione fraseologica molto scolpita e costituita da linee melodiche nitidissime che, per l'uso delle pause, l'imperiosità degli attacchi e per scelta delle note, suggerivano il paragone con strumenti come la tromba. Tuttavia Hines, alla fine degli anni venti, fu l'unico vero partner di Louis Armstrong, musicista inarrivabile per quasi tutti all'epoca, almeno dal punto di vista del linguaggio propriamente jazz. Hines, come già detto, conobbe Armstrong nel 1925: l'intesa tra i due giganti, già all'inizio, fu perfetta e, più tardi, lo stesso Hines collaborò alle session che portarono alla luce capolavori come West End Blues, St.James Infirmary, Weather Bird - il primo capolavoro per duo del jazz -, e altre pietre miliari come Panther Rag (1928) dove la forma Rag è bistrattata e presa a pugni ma meravigliosamente conservata, Caution Blues (1929) vero trattato di pianismo jazz.
L'idillio tra Armstrong e Hines si rompe ben presto. Il trombettista dimostra già di soffrire di avere nelle sue formazioni musicisti di talento che possano diventare dei rivali. Hines è uno dei musicisti più talentuosi della sua generazione, e ben presto la convivenza musicale fra i due si fa turbolenta e si interrompe. Tuttavia il pianista, già dal periodo di collaborazione con Armstrong, aveva intrattenuto delle collaborazioni anche con altri musicisti, tra cui il clarinettista Jimmie Noone all'Apex Club. La formazione segue le linee di una musica elaborata con sensibili influenza classiche: assieme a Noone Hines registra pezzi destinati a rimanere nella storia del jazz quali Four or Five Times, Apex Blues. Sempre nel 1928, Hines abbandona le formazioni provvisoria e con sorprendente rapidità mette su una propria orchestra.
Il Grand Terrace, locale riservato a clienti bianchi e che faceva parte delle imprese commerciali di Al Capone, riserva ad Earl Hines la possibilità di diventare bandleader con un interessante ingaggio. Hines tiene il primo concerto a capo della sua band il 28 dicembre 1928. Sebbene inizialmente la band di Hines non si distingua per un carattere propriamente personale, essa ha uno stile dinamico, ben fissato sul "call and response" (Hines inoltre sacrificò molta della sua abilità pianistica per gestire gli impianti melodici e coordinare la stessa attività musicale della band). Grazie alla capacità del manager Eddie Fox, la formazione di "Fatha" diviene presto molto popolare, attraverso trasmissioni radiofoniche e la pubblicazione di alcuni dischi (Rosetta, Deep Forest, Boogie Woogie on St.Louis Blues). Nel 1940 tuttavia l'egida del Grand Terrace e di Eddie Fox viene a mancare in seguito all'arresto e alla condanna di Al Capone per evasione fiscale: Earl riesce tuttavia a raccogliere a sé nuovi componenti e rimette in sesto la formazione, godendo della collaborazione di mostri sacri del jazz quali Billy Eckstine, che sarà proprio lui a lanciare, mentre questi gli presentera' i tre che seguono: Charlie Parker, Dizzy Gillespie e Sarah Vaughan. Sarà infatti il "suo" cantante a convincerlo a prendere nella band il duo Parker-Gillespie e la giovanissima Sassy.

## Il bebop
L'era delle grandi orchestre è ormai al crepuscolo, si affaccia sulla scena jazzistica il profilo di un nuovo fenomeno, il bebop. Inizialmente Hines non è in grado di abituarsi alle innovazioni musicali e al clima che si è creato, quindi alterna con scarsa fermezza nuovi lavori con Armstrong e la guida di una band dixieland all'Hangover Club di San Francisco. Il 1964 rappresenta per "Fatha" l'anno della svolta: il critico musicale Stanley Dance propone all'ormai sessantunenne pianista di suonare al Little Theatre di New York come pianista e leader di un quartetto. Earl è da sempre abituato a confondersi nelle sontuose big band dell'era swing, e tale opportunità rappresenta per lui la prima volta in assoluto nella storia delle sue esecuzioni in pubblico. Il concerto è un successo. Il pubblico rimane colpito dalle sue spettacolari performance, anche da un punto di vista tecnico. Seguire le sue mani, che si lanciano sulla tastiera in fraseggi del tutto liberi e sorrette da una musica di contrappunti e controritmi, diventa spesso arduo per il pubblico e per gli stessi gregari. Così, ad età avanzata, il sessantenne "Fatha" si inserisce nei grossi circuiti live internazionali. Il suo estro pianistico gli consente di condividere il palco con artisti ben più giovani di lui.
Gli ultimi anni di Hines, a differenza di quanto sempre ritenuto (anche per la scarsità di interviste con l'artista e di articoli su di lui), non sono sereni. Nel 1976 gli era morta la figlia Tosca (nata nel 1953), e nel 1981 scomparirà anche la primogenita Janear (nata nel 1950). Nel 1980 Hines divorzia dalla moglie e si ritira in un appartamento di Oakland, sulla baia di San Francisco, col suo amato pianoforte, un pezzo unico della Steinway che gli era stato donato nel 1969 dal ricco giornalista Scott Newhall e sul quale aveva inciso un magnifico disco in solitudine per la Delmark, At Home. Sofferente di artrite e problemi cardiaci, nonché colpito dalla malattia di Parkinson, muore al Merritt Hospital di Oakland, colpito da un infarto, il 22 aprile 1983. Il suo ultimo concerto pubblico aveva avuto luogo l'anno precedente.

## Discografia (parziale)
- 1928-32 - The Chronological 1928-1932 (Classics, 1996)
- 1934-35 - The Chronological 1934-1935 (Classics, 1996)
- 1935-36 - The Chronological 1935-1936 (Classics, 1996)
- 1936-37 - The Chronological 1936-1937 (Classics, 1996)
- 1937-00 - The Chronological 1937 (Classics, 1996)
- 1937-38 - The Chronological 1937-1938 (Classics, 1996)
- 1938-00 - The Chronological 1938 (Classics, 1996)
- 1939-00 - The Chronological 1939 (Classics, 1996)
- 1939-41 - The Chronological 1939-1941 (Classics, 1996)
- 1942-45 - The Chronological 1939-1941 (Classics, 1996)
- 1946-00 - The Chronological 1939-1941 (Classics, 1996)
- 1947-50 - The Chronological 1939-1941 (Classics, 1996)
- 1939-45 - The Father Jumps,  (RCA Bluebird,?)
- Another Monday Date (Prestige, 1956)
- Paris One Night Stand, Universal, 1957
- Once Upon a Time, Impulse!, 1965
- Earl Hines At The Village Vanguard, Sony, 1965
- At Home (Delmark, 1969)
- Back on the Street  (Chiaroscuro, 1972)
- Live At The New School  (Chiaroscuro, 1973)
- Piano Man (RCABluebird, 1989)
- Tour de Force (1201 Music, 1990)
- Earl Hines Plays Duke Ellington (New World, 1991) (2xCD)
- Reunion in Brussels (Sony, 1992)
- Way Down Yonder in New Orleans (Biograph, 1992)